# سعود زاهر
سعود محمد سعيد زاهر (مواليد 23 سبتمبر 1995) هو لاعب كرة قدم سعودي لعب سابقاً في نادي الرياض.

## وصلات خارجية
- سعود زاهر